# Almurfe
Almurfe ist eine Parroquia und ein Ort in der Gemeinde Belmonte de Miranda in der autonomen Region Asturien im Norden Spaniens.
Almurfe ist auch Verwaltungssitz der gleichnamigen Parroquia. Die 32 Einwohner (2011) leben in 4 Dörfern, auf einer Fläche von 5,96 km².
Der Río Pigueña durchquert die Parroquia.

## Sehenswertes
- Pfarrkirche Santa Maria

## Dörfer und Weiler der Parroquia
Einwohnerzahlen Stand 1. Januar 2011
- Almurfe: 26 Einwohner 43° 11′ 23″ N, 6° 16′ 42″ W
- Aguasmestas (Auguasmestas): 6 Einwohner 43° 10′ 31″ N, 6° 18′ 1″ W
- Bustiasmal: Unbewohnt
- La Casilla: Unbewohnt